# Simtany
Simtany (německy Siebentann) jsou malá vesnice, část obce Pohled v okrese Havlíčkův Brod. Nachází se asi 1,5 km na východ od Pohledu. Prochází zde silnice I/19. V roce 2009 zde bylo evidováno 42 adres. V roce 2001 zde trvale žilo 80 obyvatel. Název vesnice Simtany pochází z německého Sieben Tannen, tedy Sedm jedlí. Protéká tudy Simtanský potok, který je pravostranným přítokem řeky Sázavy.
Simtany je také název katastrálního území o rozloze 2,57 km2. Kromě samotné vesnice Simtany do něj spadá i osada U Tomů (označovaná též jako Svatá Anna), nacházející se asi 1,5 km severoseverovýchodně od Simtan a asi půl kilometru východně od poutního místa Svatá Anna, které však samo patří již do k. ú. Pohled.

## Historie
První písemná zmínka o obci pochází z roku 1304, kdy je zmiňována jako Siebentannen.